# Anne Rambach
Anne Rambach, född 14 maj 1970 i Saint-Brieuc i Bretagne, är en fransk författare av kriminal- och spänningsromaner. Hon är också engagerad i jämlikhetsfrågor och de homosexuellas rättigheter.

## Biografi
Anne Rambach har studerat litteratur. På 1990-talet var hon aktiv i "Act-Up Paris", en organisation som verkade mot aids.Tillsammans med sin livspartner Marine Rambach har hon bland annat skrivit för TV och drivit ett förlag med inriktning på homolitteratur. Hon verkar för jämlikhet mellan könen och de homosexuellas rättigheter.Som romanförfattare debuterade hon 2000 med första delen i den så kallade Tokyo-trilogin.Paret har två barn och är bosatt i Paris.

## Författarskap
Anne Rambach inledde sitt författarskap med en trilogi , Tokyo Chaos, Tokyo Atomic och Tokyo Mirage. Det är kriminalromaner med huvudpersonen Yanko Go, en ung kvinnlig polis i USA med japanska rötter. Hon skickas av underrättelsetjänsten till Tokyo där hon dras in i dramatiska händelseförlopp med ett terrorattentat och annan kriminalitet. I Tokyo Atomic inträffar mord i anslutning till en anläggning för omhändertagande av kärnkraftsavfall.I Tokyo Mirage hamnar huvudpersonen i en utredning av brott med koppling till maffiagrupper. Success Story utspelar sig i Miami där en svart kvinna blir dödad utanför sitt hem. Utredningen visar att hennes bortadopterade son är stjärna i ett amerikanskt fotbollslag. Politiska och ekonomiska intressen komplicerar fallet  Bombyx, Doft av ondska och Förödelse är fristående spänningsromaner med frilansjournalisten Diane Harpmann som huvudperson.Bombyx är en restaurang i Paris Chinatown och dramatiken tar sin början där men visar sig ha koppling till rysk maffia  Doft av ondska utspelar sig i modevärlden där Angelina Jolie mördas i anslutning till lanseringen av en ny parfym, Enfer (helvete). Förödelse handlar om avslöjandet av asbestskandalen i Frankrike och är uttalat samhällskritisk. Den har också försetts med utförlig källhänvisning. 
Anne Rambach har också givit ut några essäer tillsammans med Marina Rambach. "Les intellos précaires" (2001)beskriver de osäkra förhållandena för unga kulturarbetare i Frankrike. "La culture gaie et lesbienne" (2003), handlar om synen på homosexualitet i samhället. 

### Egna böcker
- Tokyo Chaos, Calmann-Lévy, 2000, ISBN 978-2-7021-3106-0

- Tokyo Atomic, Pocket, 2001, ISBN 9782702132173
- Tokyo Mirage,  Calmann-Lévy, 2002, ISBN 9782702132890
- Success Story, Plon, 2004, ISBN 2-25919777-9
- Bombyx,  Albin Michel, 2007, ISBN 978-2-226-17713-1
  - Bombyx, svensk översättning: Helena Stedman, Sekwa, 2008, ISBN 9789197600361
- Parfum d'enfer, Panama, 2008, ISBN 2755703938 ISBN 9782755703931
  - Doft av ondska, svensk översättning: Helena Stedman, Sekwa, 2009, ISBN 9789197726924
- Ravages, Éditions Rivages, 2013, ISBN 9782743624361
  - Förödelse, svensk översättning:  Peter Wahlqvist, Sekwa  2013, ISBN 9789186480134

### Tillsammans med Marina Rambach (urval)
- Les intellos précaires,  Hachette Littérature, 2002, ISBN 9782012790919)
- La culture gaie et lesbienne, Fayard, 2003, ISBN 9782213614106)